# Paltin (okręg Sybin)
Paltin – wieś w Rumunii, w okręgu Sybin, w gminie Boița. W 2011 roku liczyła 4 mieszkańców.